# Alisher
Alisher — второй мини-альбом Моргенштерна, выпущенный 14 февраля 2025 года. В мини-альбом вошли 5 треков общей продолжительностью 12 минут 54 секунды. В этом релизе артист продолжает развивать курс на жанр «русский рок», заданный успехом сингла «Последняя любовь».
Записанный в период, предшествующий лечению в реабилитационном центре, мини-альбом отражает личные переживания артиста, связанные с борьбой с биполярным расстройством и депрессией. Композиции альбома затрагивают темы саморефлексии, внутренних изменений и преодоления сложного этапа жизни, при этом подчёркивая личность Моргенштерна, а не его сценический образ.

## Предыстория
30 декабря 2024 года Моргенштерн поделился публикацией в своем Telegram-канале, в которой рассказал о непростом периоде своей жизни, отмеченным борьбой с биполярным расстройством, сложными отношениями с близкими и глубокой депрессией. Это объяснило его продолжительное отсутствие на публике.
1 февраля 2025 года, во время прямой трансляции из реабилитационного центра, артист анонсировал выход мини-альбома, в котором будут пять композиций, отражающих трудности в его жизни.

## Описание
Записанный до начала лечения, альбом отражает сложный период жизни Алишера, предшествовавший реабилитации. Музыкант проводит глубокую саморефлексию, анализируя пережитый психотический эпизод, отрыв от родины и семьи, погружение в депрессию и иллюзорный мир «лживого кайфа». Альбом показывает процесс внутреннего преображения артиста, его попытки осмыслить происходящее и научиться жить заново. Название релиза подчёркивает, что перед слушателем предстаёт не сценический образ Моргенштерна, а история реального человека — Алишера.
Запись гитарных партий проходила в Грузии при участии группы музыкантов, а вокал записывался в разных студиях по всему миру на протяжении трёх месяцев, которые артист провёл в депрессии. Сведение и мастеринг осуществили Podlesny Twins. Альбом был финализирован Моргенштерном в реабилитационном центре Израиля, на чердаке здания.

## Отзывы и оценки
| Оценки критиков | Оценки критиков |
| Источник        | Оценка          |
| --------------- | --------------- |
| InterMedia      | [ 2 ]           |

Алексей Мажаев из InterMedia описывает Alisher как неожиданно зрелый и мелодичный релиз Моргенштерна. Выпущенный вскоре после попадания артиста в реабилитационную клинику, мини-альбом сразу попал в чарты, а его стилистику стриминговые сервисы относят к русскому року. По мнению Мажаева, тексты здесь «проникновенны и откровенны в гораздо большей степени, чем нынешние песни большинства мэтров русрока», а рифмы — меткие и афористичные: «что за вредная привычка быть самим собой», «тот, кто бывал на дне, всегда пьёт до дна». Вокал Моргенштерна, особенно в припеве самого успешного трека мини-альбома «Повод», напоминает Виктора Цоя, хотя, как отмечает рецензент, лидер «Кино» вряд ли завершил бы строчку звуками «ня-ня-ня-ня».

## Список композиций
| №                   | Название                                     | Автор(ы)                          | Длительность                 |
| ------------------- | -------------------------------------------- | --------------------------------- | ---------------------------- |
| 1.                  | «Красный флаг»                               | Алишер Моргенштерн Андрей Катиков | 2:26                         |
| 2.                  | «Дом (Лондон, Прага, Ницца)»                 | Моргенштерн Катиков               | 2:33                         |
| 3.                  | «Повод»                                      | Моргенштерн Катиков               | 2:33                         |
| 4.                  | «Антидепрессанты»                            | Моргенштерн Катиков               | 2:32                         |
| 5.                  | «Пустой вокзал»                              | Моргенштерн Катиков               | 2:50                         |
| 6.                  | «Цветок (бонус трек для винильного формата)» |                                   | 2:35                         |
| Общая длительность: | Общая длительность:                          | Общая длительность:               | 12:54 (15:29 с бонус-треком) |

### Примечание
- Названия всех песен стилизованы под маюскул, кроме трека № 2, который оригинально называется «ДОМ (Лондон, Прага, Ницца)».
- Трек «Цветок» ещё задолго до выхода альбома Alisher был выпущен в сеть как демо-запись.

## Чарты
| Чарт           | «VK Музыка» | Apple Music | Apple Music | Apple Music | Apple Music     | Apple Music | Apple Music | Apple Music | Apple Music | Apple Music | Apple Music | Apple Music | Apple Music | Apple Music |
| Страна         | Россия      | Россия      | Армения     | Азербайджан | Республика Кипр | Эстония     | Казахстан   | Кыргызстан  | Латвия      | Литва       | Молдова     | Польша      | Таджикистан | Украина     |
| -------------- | ----------- | ----------- | ----------- | ----------- | --------------- | ----------- | ----------- | ----------- | ----------- | ----------- | ----------- | ----------- | ----------- | ----------- |
| Высшая позиция | 1           | 1           | 1           | 1           | 1               | 1           | 1           | 1           | 1           | 1           | 1           | 1           | 1           | 1           |

| №  | Песня                        | Чарт                         | «Яндекс Музыка» | «VK Музыка»    | Apple Music    | YouTube        | YouTube        |
| №  | Песня                        | Страна                       | Россия          | Россия         | Россия         | Россия         | Латвия         |
| №  | Песня                        |                              | Высшая позиция  | Высшая позиция | Высшая позиция | Высшая позиция | Высшая позиция |
| -- | ---------------------------- | ---------------------------- | --------------- | -------------- | -------------- | -------------- | -------------- |
| 1. | «Красный флаг»               | «Красный флаг»               | 3               | 5              | 2              | 8              | 13             |
| 2. | «Дом (Лондон, Прага, Ницца)» | «Дом (Лондон, Прага, Ницца)» | 2               | 6              | 3              | 12             | 18             |
| 3. | «Повод»                      | «Повод»                      | 1               | 1              | 1              | 1              | 1              |
| 4. | «Антидепрессанты»            | «Антидепрессанты»            | 5               | 11             | 4              | 19             | 17             |
| 5. | «Пустой вокзал»              | «Пустой вокзал»              | 4               | 9              | 5              | 9              | 12             |